# Општина Бунешти (Брашов)
Бунешти (рум. Buneşti) општина је у Румунији у округу Брашов.
Oпштина се налази на надморској висини од 558 m.